# Sébikotane

Sébikotane är en stad i västra Senegal, belägen mellan Dakar och Thiès. Den ligger i regionen Dakar och hade 27 402 invånare vid folkräkningen 2013.